# 韩城城隍庙
35°27′48″N 110°26′09″E / 35.46333°N 110.43583°E
韩城城隍庙位于中国陕西省韩城市金城街道东街（城隍庙巷东端），主体建筑建于明代，2001年被列为第五批全国重点文物保护单位。

## 历史
城隍庙始建于明穆宗隆庆五年（1571），清道光二十一年（1841）曾重修，1949年后由城关中学占用。

## 建筑
韩城城隍庙坐北朝南，占地15000平方米，由南至北有照壁、照屏门、山门、政教坊、威明门、化育坊、广荐殿、明禋亭、德馨殿、灵佑殿、含光殿等建筑。在沿中轴线为主要建筑，包括扶化坊、威明门、广荐殿、德馨殿、灵佑殿和含光殿。
- 九龙琉璃照墙在庙门外，明万历四十四年创建，清道光元年重建。
- 广荐殿为前殿。东西两侧原均有戏楼，现存西楼，十字歇山顶。
- 德馨殿为献殿。
- 灵佑殿为正殿。
- 含光殿为寝殿，面阔6间，进深3间，悬山顶，饰以琉璃瓦，有鸱吻，斗拱五铺作。

## 保护
1957年被列为韩城县重点文物保护单位。2001年6月25日，韩城城隍庙由中华人民共和国国务院公布为第五批全国重点文物保护单位，编号5-426。